# Ассизы
Ассизы (позднелат. assisae — заседания) — собрание, заседание суда.

## История
В Англии ещё с XII столетия название assisa или assisia давалось суду, в котором решались дела не поединком, как это допускалось со времени завоевания Англии норманнами и в гражданских процессах, а на основании добросовестного исследования истины. В этом судопроизводстве, особенно при рассмотрении спорных земельных вопросов, приглашались в качестве свидетелей и судей к подаче под присягою своего голоса 12 человек соседей, которым было известно дело.
С XIII столетия «суд Божий» был отменен и в уголовных процессах с заменою его приговором собрания народных судей. С тех пор название ассизов стали давать судам присяжных и их судопроизводству не только в Англии, но и также во Франции и в тех странах, которые ввели у себя судебное устройство, подобное французскому. Более подробные сведения об ассизах как о явлениях, предшествовавших нынешнему суду присяжных, содержатся в сочинениях Бинера «Das engl. Geschworenengericht» (3 т., Лейпциг, 1852-55) и Бруннера «Die Entstehung der Schwurgerich t e» (Берлин, 1872). О нынешнем устройстве ассизов вообще — см. Суд присяжных. Выражение assisa, по всей вероятности, происходит от англосаксонского asetniss.
В современной Англии ассизы — выездные сессии Суда королевской скамьи. В том же значении, как выездной суд, рассматривающий дела с участием присяжных, термин «ассизы» употребляется и в современной Франции.